# Plage de la Caravelle
Pour les articles homonymes, voir Caravelle.
La plage de la Caravelle est une plage de sable située à Sainte-Anne, en Guadeloupe.
Faite de sable blanc et bordée de cocotiers, elle est connue également sous le nom de la plage du Club Méditerranée, on y accède par un chemin qui borde la plage et longe le Club. La première partie est très ventée et est le domaine des véliplanchistes, la deuxième partie est protégée des vents.
Elle est voisine de la plage du Bourg et de la plage des Galbas situées à l'est.